# Larangan Badung
Larangan Badung is een bestuurslaag in het regentschap Pamekasan van de provincie Oost-Java, Indonesië. Larangan Badung telt 8893 inwoners (volkstelling 2010).